# Емилиос Рядис
Емилиос Рядис (на гръцки: Αιμίλιος Ριάδης) е виден гръцки композитор на класическа музика, пианист и поет от XX век. Заедно с Мариос Варвоглис, Дионисос Лаврангас, Георгиос Ламбелет и Манолис Каломирис е един от основоположниците на съвременната Национална гръцка музикална школа.

## Биография
Роден е като Емилиос Ху (Αιμίλιος Χου) на 13 май 1885 година в македонския град Солун, тогава в Османската империя. Син е на фармацевта Хенрих Ху (Houis) от Чешин в Силезия, който твърдял, че е грък по произход, и солунската гъркиня Анастасия Григориу-Нини. В началото на кариерата си използва името Емилиос К. Елефтерядис – бащиното име на майка си, което по-късно съкращава на Рядис. Първите уроци по пиано получава в Солун при Димитриос Лалас (1848 – 1911). От 1908 до 1910 г. учи пиано и композиция в Мюнхенската кралска музикална академия при Антон Беер-Валбрун (1864 – 1929). От 1910 до 1915 г. продължава учението си в Париж при Гюстав Шерпантие и Морис Равел, където привлича вниманието на френските и гръцките си колеги. Флорен Шмит (1870 – 1958) го нарича „Гръцкия Мусоргски“, а Равел – „моя блестящ студент“.

## Солунската консерватория
С началото на Първата световна война Рядис, като поданик на Османската империя, отначало е арестуван, но по-късно, през 1915 г., е освободен и се връща в родния си град, който от октомври 1912 г. отново става гръцки.
Почти година след освобождаването на македонската столица, през 1914 г., по решение на премиера на Гърция Елефтериос Венизелос е създадена Солунската държавна консерватория. Организацията и ръководството на консерваторията Венизелос възлага на Александър Казандзис, когото Венизелос с тази цел кани от Брюксел.
Аналогично на неговия учител Равел, който постъпва във френската армия, Рядис, след връщането си в Солун през 1915 г., постъпва в гръцката армия, обаче администрацията на Венизелос преценява, че мястото му е в новата консерватория.
От 1916 г. и до самата си смърт Рядис е професор по пиано в Солунската консерватория, а от 1920 г. става и заместник-директор на консерваторията.
През 1923 г. получава „Националната награда за изкуство и литература“.
Говорещ на седем езика и доминиращ в музикалния живот на града, композиторът се смята за затворен и ексцентричен, контактите му със съвременните му композитори, такива като Манолис Каломирис и Димитрис Митропулос, и поета Костис Паламас са редки, което прави биографията му след репатрирането малко известна.
Освен композиторската и преподавателска дейност в Солун, Рядис чете лекции по китайска и древна египетска музика и музиката на Моцарт.
Рядис умира през 1935 г. в родния си град.